# Theater-Akademie Shanghai
Die Theaterakademie Shanghai (STA; Shanghai Theatre Academy; 上海戏剧学院) ist eine Staatliche Hochschule in Shanghai, Volksrepublik China, die sich der dramatischen Kunstausbildung widmet.

## Geschichte
Zur Erlangung eines höheren Abschlusses für Theaterschauspieler wurde von Pädagogen und Schauspielern, darunter Gu Yuxiu und den Dramatikern Li Jianwu, Gu Zhongyi, den Regisseuren Huang Zuolin und Wu Renzhi im Jahr 1945 die Shanghai Municipal Experimental Theatre School gegründet. Ihren Sitz nahm die Schule in Shanghai, an der 1844 Sichuan Road (Hengbangqiao campus). Ihr erster Präsident wurde Xiong Foxi.
Großen Einfluss gewann das Theaterspielen im ganzen Land nach der Kulturrevolution in China, vor allem auf die politische Bildung der Bevölkerung, womit auch die Schauspieler eine wichtige Rolle bekamen. Die folgende jahrzehntelange kompetente Ausbildung führte zur Vergrößerung des Lehrkörpers und zu steigenden Studentenzahlen. Es entwickelte sich eine Ausbildungsstätte für darstellende Künste in China mit hohem Niveau. Sie wurde zunächst in die East China Branch of the Central Academy of Drama umgewandelt und später in Shanghai Theatre Academy umbenannt mit dem Status einer Hochschule.
Seit 2015 verfügt die STA über vier Campus in der Hafenstadt: in der 630 Huashan Road (Neubau), in der 211 Lianhua Road, in der 1674 Hongqiao Road und den Changlin Campus, 800 Changlin Road.

## Struktur und Unterrichtsfächer
Neben einem Präsidenten gibt es einen Vizepräsidenten / eine Vizepräsidentin. Dazu kommen auch Strategische Berater (aktuell beispielsweise der Deutsche Hans-Georg Knopp).
An der STA gibt es vier Fachbereiche (Schauspiel, Bühnenbild, Regie und Dramatische Literatur), vier Hochschulen (HS für Chinesische Oper, HS für Tanz, HS für Film und Fernsehen und HS für Kreativitätsstudien). Im Jahr 2011 kam das Studienfach Theatermanagement für Praktiker neu hinzu, dessen Einführung auf die Freie Universität Berlin zurückgeht.
Zur STA gehören darüber hinaus die Chinesische Opernschule, eine Tanzschule (als Berufsschulen), die Hochschule für Weiterbildung, das Ausbildungszentrum und eine separate Kunsthochschule.
Als staatliche Schlüsseldisziplinen werden besonders die Theaterwissenschaft sowie die Rundfunk- und Fernsehwissenschaft angesehen und gefördert. Neben den Kursen vor Ort unterhält die STA mehrere nationale Experimentalstudios für kreative Ausbildung, von der Staatsregierung und den lokalen Regierungen kofinanzierte Labors und ein Zentrallabor in Shanghai.

## Bauwerk auf dem Huashan-Campus
Das neue spektakuläre Bauwerk mit leichtem geschwungenem Dach für die Theater-Akademie entstand nach Entwürfen der Architektengemeinschaft Moore Ruble Yudell Architects & Planners aus den USA, Santa Monica, Kalifornien. Es wurde Mitte der 2010er Jahre auf dem Huashan Road Campus im Hafengelände von Shanghai in Zusammenarbeit mit Theater-Beratern, Akustik-Experten und Landschaftsarchitekten entworfen und verwirklicht.
Auf der Homepage der Architekten heißt es dazu wörtlich:

„Die Akademie ist als integrierter Teil des südlich gelegenen Ufergartens gedacht, der eine pastorale Landschaftsumgebung mit Gebäuden geringer Dichte bietet. Eine zentrale Achse, die "Academic & Performance Arts Street", schlängelt sich durch das Gelände, um die Interaktion zwischen den verschiedenen Elementen zu maximieren und einen Ort zu schaffen, an dem rund um die Uhr Aktivität und Identität herrschen. Fußgängerwege und Aussichtskorridore erstrecken sich von dieser lebendigen internen Straße wie die Äste eines Baumes, insbesondere in Richtung des Kanals im Westen, der als angenehme Promenade mit Landschafts- und Wasserspielen verstärkt wird. Die verschiedenen Theater- und Aufführungsräume sind mit den modernsten technischen Systemen ausgestattet, einschließlich optimaler Ton-, Kommunikations- und interner Videokapazitäten für die Produktion. Die Publikums- und Bühnenbereiche teilen sich eine Infrastruktur aus Strom- und Kabelnetzen, um komplexe Fernseh- oder Tonübertragungen, Aufnahmen, Videokonferenzen und Satelliten-/Web-Uplinks zu ermöglichen.“

## Bekannte Absolventen
Im Folgenden sind Absolventen genannt, die international bereits bekannt geworden sind:
- Jahrgang 1986: Chen Hong
- Jahrgang 1997: Feng Shaofeng
- Klasse 2004: Luo Yunxi
- Jahrgang 2007: Lin Gengxin
- Jahrgang 2011: Li Bingbing

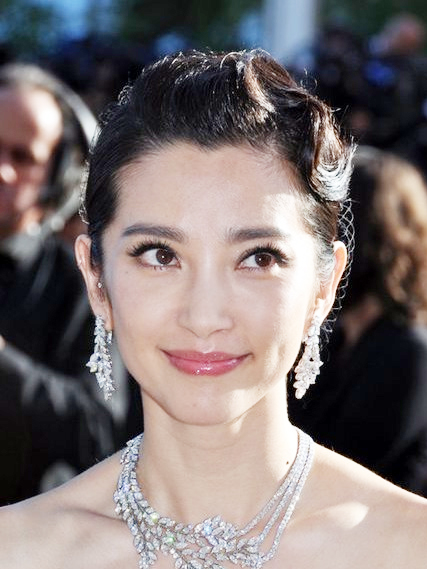
Li Bingbing, 2011

→Das ‚Klassenjahr‘ gibt das Eintrittsjahr an, der ‚Jahrgang‘ bezieht sich auf das Abschlussjahr.←
Die Homepage der Theaterakademie zählt dagegen mehrere hundert Absolventen auf, die über China hinaus Bedeutung erlangt haben. Selbst in Großbritannien haben sich (gemäß der englischen Wikipedia-Seite) bereits mehr als 60 Absolventen der Theater-Hochschule einen guten Namen gemacht.

## Lehrkörper der Theater-Akademie (Auswahl)
- Rolf A. Kluenter, 1997–1998 (?)
- Sebastian Baumgarten, zu Beginn der 2010er Jahre[7]
- Mei Wei: seit 2017 Associate Professorin[8]

Die Website nennt 39 Professoren sowie sechs ausländische Experten (Gastprofessoren), Stand 2020.